# Antoine Vérard
Antoine Vérard (actif autour de 1485-1512) est un éditeur et libraire parisien de la fin du XVe siècle et du début du XVIe. Sa production s'élève à plus de 300 éditions.

## Éléments biographiques
Comme la plupart de ses confrères, Antoine Vérard laissait souvent au colophon de ses éditions son nom, son adresse et sa marque. Cette dernière est reconnaissable à ses deux aigles, soutenant un cœur sur lequel sont inscrites les trois lettres AVR. D'après ces données, on sait que le « marchand libraire » (pour reprendre sa propre terminologie) possédait une boutique au palais de la Cité ainsi qu'une demeure située sur le pont Notre-Dame, à l'enseigne de saint Jean l'évangéliste. Après l'effondrement de ce dernier en 1499, il déménagea rue Saint-Jacques, avant de s'installer définitivement dans la rue Neuve-Notre-Dame en 1503,. Voici par exemple le colophon figurant à la fin de son édition du Catholicon abbreviatum (1485/86), premier dictionnaire français-latin :

« Ce present vocabulaire fut acheve le .iiii. jour de fevrier Mil quatrecens quatrevingtz et cinq pour anthoine verard libraire demourant a l'ymaige saint jehan l'evangeliste. sur le pont nostre dame. ou au palais devant la chapelle ou l'en chante la messe de messeigneurs les presidens. »

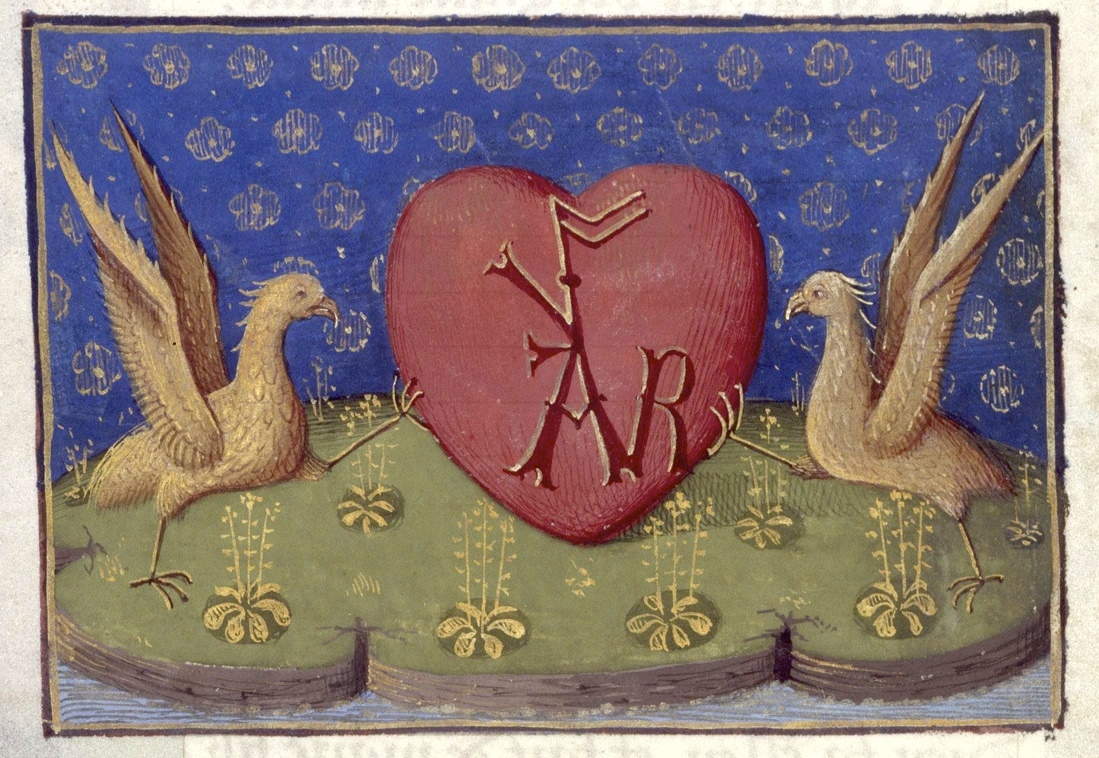
Heures de Charles VIII. Monogramme peint d'Antoine Vérard.

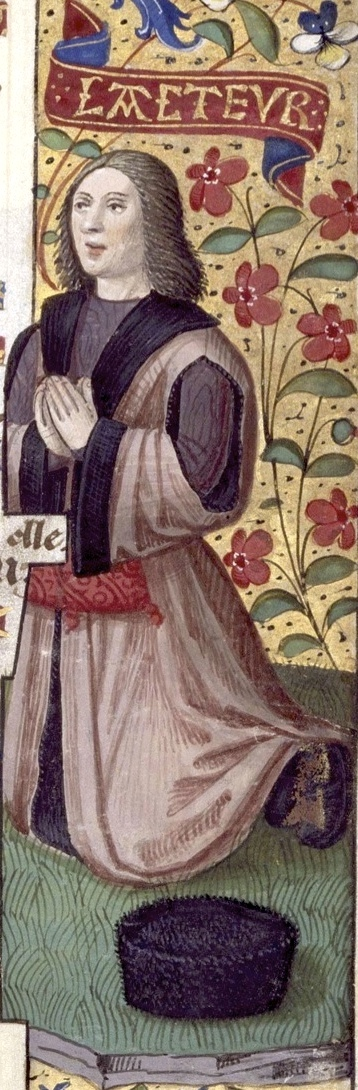
Heures de Charles VIII. L'« auteur » Antoine Vérard

Véritable « entrepreneur du livre », Vérard se considérait comme l'auteur des livres en tant qu'objets matériels. Son œuvre est à la charnière entre les productions manuscrite et imprimée. Il fut d'ailleurs sans doute vendeur de manuscrits avant de s'intéresser à l'imprimerie. Certains exemplaires combinent les deux techniques : le libraire fit appel à des peintres parisiens pour les enluminer (lorsque l'exemplaire comporte des gravures, elles sont recouvertes et leur iconographie est souvent modifiée), notamment : le Maître de Jacques de Besançon, le Maître de la Chronique scandaleuse et le Maître de Robert Gaguin. Ces volumes, qui correspondent à une production plus luxueuse, sont généralement destinés à une clientèle princière, en particulier le roi de France Charles VIII, mais aussi  Charles d'Angoulême et son épouse Louise de Savoie, ainsi que le roi Henri VII d'Angleterre. Il présente par exemple à Charles VIII un exemplaire de son édition de 1493 de la Légende dorée de Jacques de Voragine. En réalité, ces « dons » n'étaient pas gratuits : on conserve une facture listant les ouvrages « offerts » par l'éditeur au comte d'Angoulême, accompagnés des prix correspondants. Le reste de la clientèle du libraire est très diversifié : nobles, religieux et bourgeois.
De nombreux imprimeurs parisiens travaillèrent pour lui, en particulier Gillet Couteau. S'il est certain que Vérard a possédé au moins une partie de son matériel gravé, utilisé pour illustrer ses éditions, de nombreuses incertitudes au sujet de la circulation des gravures restent à éclaircir. Les peintres qui réalisèrent le dessin des gravures de Vérard ont été en grande partie identifiés : Jean d'Ypres et son atelier, le Maître du cardinal de Bourbon, le Maître de Robert Gaguin, le Maître du frontispice des Neuf preux et le Maître du Livre de la chasse.
Son catalogue est très varié et comporte plus de trois cents éditions,. Il publie un très grand nombre de livres d'heures, des œuvres didactiques, comme Le Jeu des échecs moralisés du dominicain Jacques de Cessoles (1504), mais également des poèmes (François Villon), des œuvres dramatiques et des romans de chevalerie.
Animé d'un esprit d'entreprise tout à fait moderne, Vérard se lance vers 1503 à la conquête du marché du livre anglais avec une traduction du Calendrier des bergers (The Kalendar of Shyppars) et de L'Art de bien vivre et de bien mourir (1493), (the Art of Good Lywyng) et du Chasteau de Labour (Castle of Labour), poème  de Pierre Gringore qui date de 1499. Il publie également plusieurs livres d'heures à l'usage de Sarum pour le public anglais.

## Quelques livres édités par Vérard

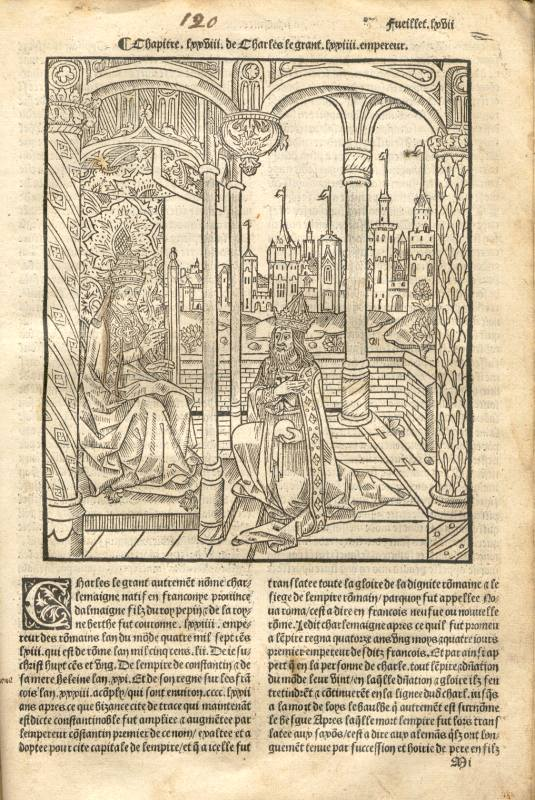
Gravure utilisée dans la Mer des Hystoires pour représenter le pape Léon III et Charlemagne.

Le catalogue des éditions d'Antoine Vérard a été dressé en 1900 par John Macfarlane et complété en 1997 par Mary beth Winn dans sa monographie au sujet du libraire. La thèse de Louis-Gabriel Bonicoli, soutenue en 2015, est assortie d'un nouveau catalogue, qui met à jour les deux précédents (notamment en ce qui concerne la datation et l'attribution des ouvrages).
- 1485/86 : Catholicon abbreviatum, premier dictionnaire français-latin ;
- 1486 : Cent Nouvelles Nouvelles, Bibliothèque nationale de France, (Rés. Y².174, fol. Q 1v);
- 1488 : Le Livre des trois vertus, Christine de Pisan, Antoine Vérard in 1488;
- 1488 : Chevalier délibéré Olivier de la Marche;
- 1488 : Aristote, Ethiques, Politiques et Yconomique, textes traduits en français par Nicolas Oresme;
- 1491 : Mystère de la vengeance La première édition imprimée est publiée par Antoine Vérard (Bibliothèque Nationale, Paris, Réserve Yf 72. en 1491; elle compte 22000 vers, divisés en trois journées. Il s’agit d’une "édition revue et augmentée" du Mystère de Mercadé;
- 1491 : Paul Orose. Le premier [-second] volume de Orose. Traduits du latin en français par Jean Courtecuisse. Paris: Antoine Vérard, 1491.
- 1492 : Lamentations de Matheolus (réédition d'une œuvre misogyne très populaire, citée notamment dans Le Livre des trois vertus de Christine de Pisan;
- 1492 : Flavius Josèphe, De la bataille judaïque (Bibliothèque nationale de France, vélins 696);
- 1496 : La Légende dorée;
- 1498 : De la généalogie des dieux [98] BN J 845;
- 1498 : Les regnars traversants les périlleuses voyes des folles fiances du monde, tableau en prose et en vers des abus et des fourberies dont les hommes se rendent coupables. Exhortacion où par les premières lettres des lignes, trouverez le nom de lacteur de ce présent livre et le lieu de sa nativité. Iehan Boucher Natif de Poictiers [117], Paris, Antoine Vérard, Masson in 4° 626, Catalogue BM;
- 1498 : (?) Bible historiale complétée (texte de Pierre Comestor et de Guiart);
- 1500 :  Les regnars... Exhortacion où par les premières lettres des lignes, trouverez le nom de lacteur de ce present livre et le lieu de sa nativité, par « Iehan Boucher Natif de Poictiers », BN Rés Yh 7, BM;
- 1501-1502 : Le Jardin de plaisance et fleur de rhétorique ; reproduction en facsimilé, éd. Eugénie Droz et Arthur Piaget, 2 vols, Paris, Firmin Didot, 1910, 1925 (SATF) lire en ligne sur Gallica
- 1503 : Le Martyrologue des sainctz, réédition pour Antoine Vérard par Pierre et Guillaume Le Rouge (première édition 1488/1489 pour l'éditeur Vincent Commin)[22]